# بدون ندم (فلم 2021)
بدون ندم (بالإنجليزية: Without Remorse)، تسمية أخرى توم كلانسي بدون ندم (بالإنجليزية: Tom Clancy's Without Remorse) ، فيلم إثارة وأكشن وحرب أمريكي لعام 2021، مأخوذ من رواية عام 1993، والتي تحمل الاسم نفسه للكاتب توم كلانسي. الفيلم من إخراج ستيفانو سوليما وتأليف تايلور شيريدان وويل ستابلز، والبطولة للنجوم مايكل بي جوردان، وجيمي بيل، وجودي تورنر سميث، ولوك ميتشل. تتمحور قصة الفيلم حول مؤامرة جون كيلي، جندي البحرية الأمريكية الذي ينطلق في طريق الانتقام بعد مقتل زوجته الحامل وأعضاء الوحدة على يد قتلة روس. كان الفيلم قيد التطوير منذ نشر الرواية في عام 1993، مع العديد من الممثلين، بما في ذلك كيانو ريفز، وتوم هاردي، وبعد أكثر من 20 عامًا في جحيم التنمية، تم الإعلان عن جوردان لدور البطولة في سبتمبر 2018، وتم التعاقد مع شيريدان لإعادة كتابة نص مكتوب في الأصل في التسعينيات. بدأ التصوير في برلين في أكتوبر 2019، واستكمل الإنتاج في أكتوبر 2020.
صدر الفيلم رقمياً لصالح شركة أمازون على منصة برايم فيديو في 30 أبريل 2021. وتلقى آراء متباينة من النقاد، الذين أشادوا بأداء جوردان، ولكنهم أطلقوا على الفيلم إنه (فيلم عام: يشمل أنواع كثيرة من الدراما).

## طاقم التمثيل
مايكل ب. جوردان: في دور جون كيلي
جيمي بيل: في دور روبرت ريتر
جودي تيرنر سميث: في دور الملازم أول كارين جرير
لوك ميتشل: في دور رودي كينج
جاك كيسي: في دور ثاندر
بريت جيلمان: في دور فيكتور ريكوف
لورين لندن: في دور بام كيلي
كولمان دومينغو: في دور القس ويست
جاي بيرس: في دور وزير الدفاع توماس كلاي
جاكوب سكيبيو: في دور هاتشيت
كام جيجانديت: في دور كيث ويب
تود لاسانس: في دور دالاس
لوسي راسل: في دور سارة ديلارد (مديرة وكالة المخابرات المركزية)
ميراب نينيدزه: في دور أندريه فاسيليف

## أحداث الفيلم
يقوم فريق من قوات البحرية الأمريكية في حلب بسوريا، تحت قيادة جون كيلي (مايكل ب. جوردان)، بإنقاذ أحد عملاء وكالة المخابرات المركزية الذي تم احتجازه كرهينة لدى مجموعة شبه عسكرية موالية للأسد. يتصاعد الموقف عندما يكتشف جون كيلي أن الخاطفين هم في الواقع جيش روسي.
يقوم فريق من جهاز الأمن الفيدرالي الروسي وبعد ثلاثة أشهر، بانتقام واضح من الفريق الذي نفذ عملية حلب بقيادة جون كيلي، وتقتل زوجة كيلي الحامل.
تتسبب الأخبار المسربة عن هجوم روسي غير مسبوق على الأراضي الأمريكية في تدهور العلاقات المتوترة بالفعل بين البلدين، مما قد يتسبب في نشوب حرب باردة جديدة. ترفض وكالة المخابرات المركزية إجراء تحقيق في جرائم القتل، مما يحفز الملازمة كارين جرير (جودي تيرنر سميث) على تمرير معلومات سرية إلى كيلي. يقوم كيلي بقتل دبلوماسي روسي بسبب ضلوعه في قتل مجموعته وزوجته الحامل، ويتم القبض عليه. تنجح الملازمة كارين في إخراجه من السجن للإشتراك في عملية خطف رجل روسي من ميناء مورمانسك الروسي.
تحمل طائرة أمريكية فريق الاختطاف، وعند دخولهم الأراضي الروسية يتم مهاجمتهم بطائرة روسية، ويبدو ان هناك خيانة قد حدثت. تنجح المجموعة في الوصول لمكان الروسي، وهناك يعرف كيلي انه مجرد بيدق يحركه النظام ليصارع بيدق آخر في روسيا.
ينجح كيلي في العودة ويقوم بخطف كلاي وزير الدفاع الأمريكي الذي يعترف بالوقوف وراء التسريبات الاستخباراتية وتنظيم الصراع بين الولايات المتحدة وروسيا. أراد كلاي بدء حرب مع روسيا لتعزيز الاقتصاد وتوحيد الشعب الأمريكي ضد عدو مشترك. يهرب كيلي مع تسجيل الاعتراف، بمساعدة جرير، وفي محطة واشنطن يونيون، تسلم جرير صديقها كيلي هوية جديدة، ويغادر ليبدأ حياته الجديدة باسم «جون كلارك».

## إنتاج الفيلم
حصلت شركة سافوي بيكتشرز على حقوق الفيلم بعد وقت قصير من إصدار الرواية مقابل 2.5 مليون دولار، وعُرض على كيانو ريفز دور كلارك مقابل 7 ملايين دولار لكنه رفض. فشل الفيلم في إصداره المتوقع في ديسمبر 1995، إلا أنه تم متابعة العمل بسرعة بعد أن انضم جون ميليوس إلى الإنتاج بقصد كتابة الفيلم وإخراجه، والعمل بالتشاور الوثيق مع مؤلف الكتاب الأصلي توم كلانسي. ذكرت مجلة فارايتي أن لورانس فيشبورن وجاري سينيز تم إلحاقهم لبطولة الفيلم؛ ومع ذلك، تم إيقاف الإنتاج بسبب مشاكل البرنامج النصي والمشاكل المالية مع شركة الإنتاج. ظل الفيلم قيد التطوير لسنوات حتى وقع كريستوفر ماكواري مع شركة باراماونت بيكتشرز لإخراج الفيلم في عام 2012. اتصلت شركة باراماونت بالممثل توم هاردي ليلعب دور كلارك، وكان من المقرر أن يعيد كيفن كوستنر تمثيل دور المرشد ويليام هاربر من فيلم آخر للمؤلف كلانسي، «جاك رايان: تجنيد الظل»، ولكن تم إلغاء هذا الإصدار على الأرجح. أُعلن في 20 سبتمبر 2018، أن مايكل بي جوردان سيلعب دور البطولة في سلسلة أفلام من جزأين، والتي سوف تتألف من «بدون ندم» و«قوس قزح 6»، كما تم التعاقد مع ستيفانو سوليما لإخراج الفيلم، وفي 9 يناير 2019، نشرت مجلة فاراياتي أن تايلور شيريدان سيعيد كتابة السيناريو.
انضم في سبتمبر 2019، كل من جيمي بيل، وجودي تورنر سميث، بجانب لوك ميتشل، وجاكوب سكيبيو، وكام جيجاندي، وجاك كيسي، وتود لاسانس، وبريت جيلمان في أكتوبر. بدأ التصوير في برلين في 25 أكتوبر 2019. كان من المقرر أن تبدأ بعض عمليات التصوير في 19 ديسمبر بالقرب من دائرة دوبونت في واشنطن العاصمة، ومن المحتمل أن يكون الفيلم قد انتهى من تصويره في لوس أنجلوس في 19 أكتوبر 2020.

## إصدار الفيلم
كان من المقرر في الأصل إصدار فيلم «بدون ندم» في 18 سبتمبر 2020 لصالح شركة بارامونت، ولكن بسبب جائحة كوفيد 19 تم تأجيله إلى 2 أكتوبر 2020،  ومرة أخرى إلى 26 فبراير 2021، وفي يوليو 2020، دخلت شركة استوديوهات أمازون في محادثات للحصول على حقوق توزيع الفيلم وإصداره رقميًا على «برايم فيديو». قامت شركة باراماونت بإخراج الفيلم رسميًا من قائمتها للإصدار السينمائي (إصدار الفيلم في دور العرض) في نوفمبر 2020، وصدر إعلانات أمازون للفيلم.
صدر الفيلم على برايم فيديو في 30 أبريل 2021، وبعد إطلاقه في الولايات المتحدة، أفاد تلفزيون سامبا أن 2.3 مليون أسرة أمريكية و 208000 أسرة بريطانية شاهدت الدقائق الخمس الأولى على الأقل خلال الأيام الثلاثة الأولى من بثه.

## استقبال الفيلم
منح موقع الطماطم الفاسدة الفيلم تقييم مقداره 44% استنادًا إلى 148 ناقدًا، وكتب إجماع نقاد الموقع: «على الرغم من الأداء الرائد لمايكل بي جوردان، فإن فيلم» دون ندم«يفشل في الهروب من الاستعارات الوطنية القديمة». منح موقع ميتاكريتيك الفيلم تقييم مقداره 42&، استنادًا إلى 37 ناقدًا.
وصف ديفيد روني، مراسل هوليوود ريبورتر، الفيلم بأنه: «سريع ومضخم، مدعوم بمغناطيسية... النتيجة هي دخول قوى جديدة في كتابة كلانسي للشاشة.. الفيلم شجاع، سريع الخطى، مليء بمشاهد قتالية مصممة بقوة، وحركة أسلحة متفجرة، ومكائد سياسية ملتوية، تدخل في أكثر الفترات توتراً في العلاقات الأمريكية الروسية منذ الحرب الباردة».
كتب راندي مايرز من الصحيفة الأمريكية اليومية «ميركوري نيوز»: «بدون ندم يحسن من مصدره ويقدم فيلم تجسس أنيق وعنيف للغاية».
وصف أوين غليبرمان من مجلة فارايتي الفيلم بأنه: «... قصة بطولية مؤثرة ومفعمة بالحيوية، غارق في الحركة القتالية، يوضح كيف يمكن للممثل الرئيسي الحيلة ليزيد من معنى فيلم الإثارة التجاري».
كتب باري هيرتس في الصحيفة الوطنية اليومية الكندية «جلوب آند ميل»: «بدون ندم هي محاولة فاترة لإنشاء علامة تجارية تجسس... إذا كنت تحب إطلاق النار بشكل عام، فإن شخصياتك يمكن التخلص منها، وحبكة أحداثك يمكن التنبؤ بها كبضائع في كشك بيع الصحف بالمطار، ثم تحصل على مهمة أبعد من المستحيل». منح ديفيد إيرليش من إندي واير (موقع نقد الأفلام المستقلة) الفيلم درجة (-C) وكتب: «فيلم عالق في معركة حضانة مملة بين الإرث والإمكانات، وهو آمن جدًا لإثارة الشهية». كتبت أنوباما شوبرا على موقع رفيق الفيلم: «العمل شرس ولا هوادة فيه. عدد الجثث مرتفع. لكنه غير مثير».

## روابط خارجية
- بدون ندم على موقع IMDb (الإنجليزية)
- بدون ندم على موقع ميتاكريتيك (الإنجليزية)
- بدون ندم على موقع روتن توميتوز (الإنجليزية)
- بدون ندم على موقع ألو سيني (الفرنسية)
- بدون ندم على موقع بوكس أوفيس موجو (الإنجليزية)
- بدون ندم على موقع فيلمافينيتي (الإسبانية)
- بدون ندم على موقع قاعدة بيانات الفيلم (الإنجليزية)
- بدون ندم على موقع ليتربوكسد (الإنجليزية)
- بدون ندم على موقع كينوبويسك (الروسية)